# Horsfieldia brachiata
Horsfieldia brachiata là một loài thực vật có hoa trong họ Myristicaceae. Loài này được (King) Warb. mô tả khoa học đầu tiên năm 1897.